# Rice W. Means

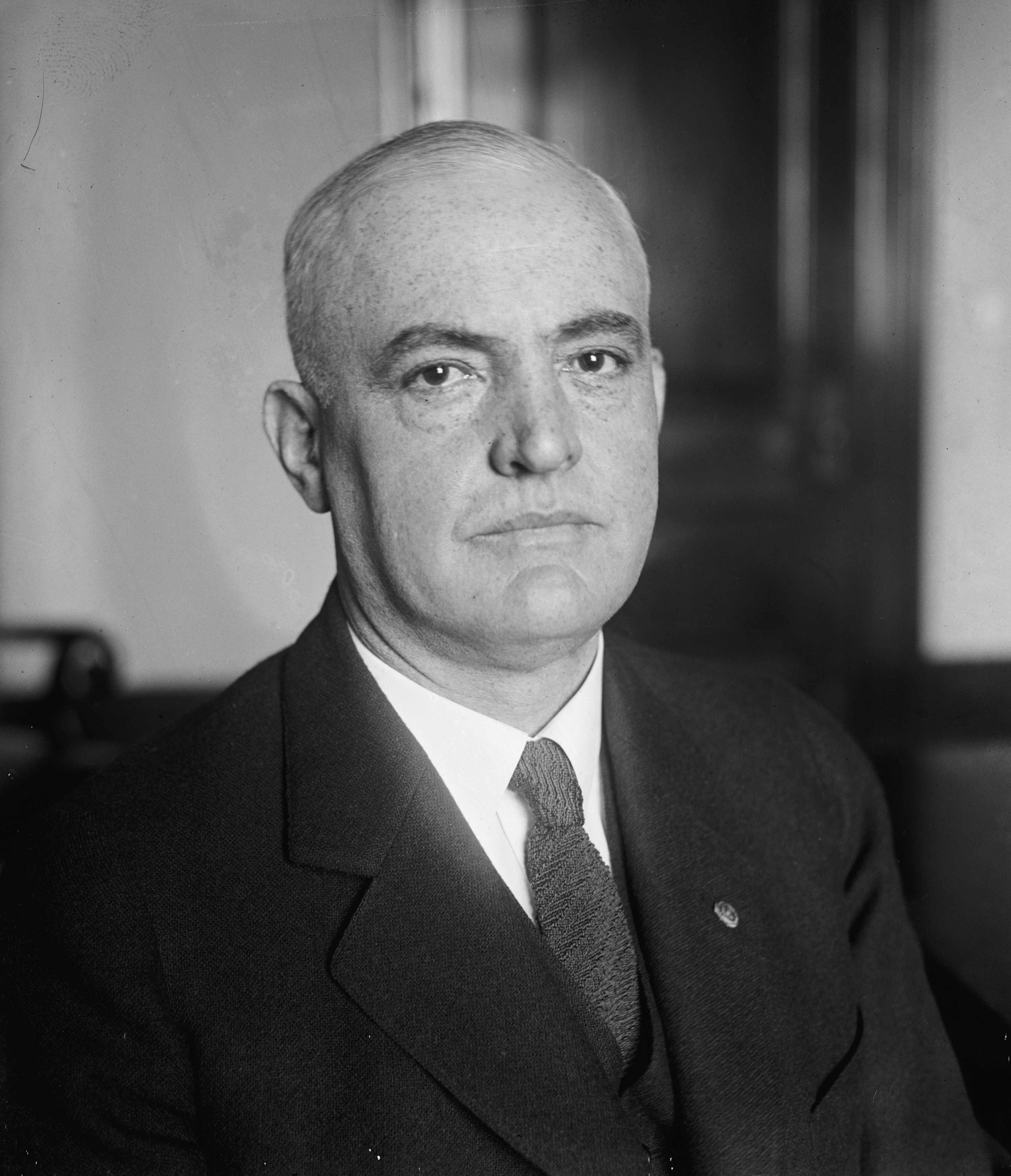
Rice W. Means

Rice William Means (* 16. November 1877 in St. Joseph, Missouri; † 30. Januar 1949 in Denver, Colorado) war ein US-amerikanischer Politiker (Republikanische Partei), der den Bundesstaat Colorado im US-Senat vertrat.
Der aus Missouri stammende Rice Means zog mit seinen Eltern 1887 nach Colorado, wo die Familie sich zunächst im Yuma County niederließ. Ab 1889 lebte der junge Means in Denver, wo er die öffentlichen Schulen und das Sacred Heart College besuchte. Nach Ende des Spanisch-Amerikanischen Krieges kommandierte er 1899 eine Kompanie, die auf den Philippinen eingesetzt war. 1901 machte er seinen Abschluss an der juristischen Fakultät der University of Michigan, woraufhin er in die Anwaltskammer aufgenommen wurde und als Jurist in Denver zu praktizieren begann. Von 1902 bis 1904 war er Bezirksrichter im Adams County.
Means bewarb sich 1908 erstmals um ein politisches Mandat, verlor jedoch die Wahl zum Repräsentantenhaus der Vereinigten Staaten. Hinter dem Demokraten George J. Kindel und W. J. Crank von der Progressive Party belegte er mit 20,9 Prozent der Stimmen lediglich den dritten Platz. Während des Ersten Weltkrieges diente er im Rang eines Lieutenant Colonel in der US-Armee; unter anderem führte er 1913 den Oberbefehl über die Army of the Philippines. Nach Kriegsende war er von 1923 bis 1924 als Prozessanwalt der Stadt Denver tätig.
Am 4. November 1924 trat Means bei der Nachwahl um das Senatsmandat des im Vorjahr verstorbenen Republikaners Samuel D. Nicholson an; der Demokrat Alva B. Adams hatte dessen Platz kommissarisch eingenommen. Means gewann die Wahl mit 50,2 Prozent der Stimmen gegen den Demokraten Morrison Shafroth, Sohn des ehemaligen Senators John F. Shafroth, und zog am 1. Dezember 1924 in den Senat ein, wo er bis zum 3. März 1927 verblieb. Während dieser Zeit war er unter anderem Vorsitzender des Committee on Claims. Er bewarb sich auch um die Wiederwahl, verlor aber in der republikanischen Primary gegen Charles W. Waterman.
In der Folge übte Means, der Mitglied des Ku-Klux-Klan war, kein politisches Amt mehr aus. Er fungierte bis 1926 bis 1927 als Oberbefehlshaber der Veteranenorganisation des Spanisch-Amerikanischen Krieges und gab von 1927 bis 1937 die Zeitung National Tribune heraus.